# マリアノ・ピコン・サラス
マリアノ・フェデリコ・ピコン・サラス (Mariano Federico Picón Salas)（1901年1月26日メリダ生れー1965年1月1日カラカス没）はベネズエラの作家・外交官・学者。ベネズエラ中央大学人文・教育学部の創設者兼初代学部長。教育省文化・芸術部長（1938 ‐1940）、駐コロンビア大使 （1947 – 1949）、駐ブラジル大使 (1958 – 1959)、駐ユネスコ大使 (1959 –1963) およびロムロ・ガリェゴ大統領末期 (1963 – 1964) に大統領府大臣を務める。1954年、国民文学賞を受賞。

## 経歴
マリアノ・フェデリコ・ピコン・サラスは1901年1月26日メリダ市において出生。作家、外交官、歴史家であり、20世紀ベネズエラにおける卓越した知識人、政治家。
父ピオ・ノノ・ピコン、母デリア・サラス・ウスカテギの子息。小中学時代をメリダ市で過ごす。
1918年、ロス・アンデス大学法学部入学。マリオ・ブリセニョ・イラゴリおよびアントニオ・スピネッティ・ディニとともに雑誌“アリスティデス・ロハス“を創刊。
1920年、首都カラカスのベネズエラ中央大学（UCV）法学部に転校。
1921年、経済的問題のため大学を中退。外務省に入省し、国際政治部に配属（2月～6月）、その後経済政策部に異動（7月～11月）。
1921年末メリダに戻り、1923年6月まで滞在。家族は家庭の事情によりチリへの転居を余儀なくされる。1924年、チリ大学教育院に入籍。哲学・教育学部で歴史の勉強を続ける。
1928年、同大学の哲学・文学博士号を取得。1928年から1935年までチリ大学美術・哲学部において美術・文学史の教授に就任。同時に首都サンティアゴのバロス・アラナ学院(INBA)で歴史の教授に任命される。
1930年、マリアノ・ラトレ、リカルド・ラッチャムおよびオスカル・ベラとともにサンティアゴにおいて”インディセ“という団体を結成し、2年間同団体の機関紙 ”インディセ“を主宰する。
1936年2月、ベネズエラに戻り、同年3月8日、ロムロ・ベタンクール、ルイス・ベルトラン・プリエト・フィゲロア、アルベルト・アドリアニ、ラウル・レオニ、フアン・オロペサその他の若い政治家および知識人とともにベネズエラ機構（ORVE）運動を創設する。
1936年6月15日、教育監督官に任命される。教育院の設立を提案し、同年10月より活動開始。
ベネズエラの駐チェコスロバキア臨時代理大使を任命される（1936-1937）。
1937年中頃、同職を辞してチリに赴き、同国に1938年まで滞在後ベネズエラに帰国。文部省文化美術局長を務める（1938-1940）。
カラカスで雑誌「全国文化誌」を創刊。1943年、駐米国ベネズエラ大使館の文化アタッシェに任命される。同時にコロンビア大学、ミドルベリー大学、スミス大学およびカリフォルニア大学等の客員教授を務める。
1944年末、カラカスに戻り、1945年3月までエル・ティエンポ紙に携わる。
ベネズエラ中央大学(UCV)哲学文学部の初代学部長（1946）に任命され、その後ベネズエラの駐コロンビア大使(1947-1948）に任命される。
1948年11月、ロムロ・ガジェゴス大統領に対するクーデターにより、大使を辞任しメキシコへ赴き、エル・コレヒオ・デ・メヒコの客員教授に就任。
1949年から1952年までプエルト・リコ大学（1949-1951）およびロサンゼルスのカリフォルニア大学(1951-1952)で客員教授を務める。
1953年から1958年までエル・ナショナル紙の別冊「文学ページ」の編集長を務める。ベネズエラの駐ブラジル大使（1958-59）に任命される。パリのUNESCO駐在ベネズエラ代表(1959-1962) および駐メキシコ大使（1963）に任命されるが、後者は健康上の理由で遂行できず。
ベネズエラに帰国し、大統領府長官(1963-1964)に任命される。また国立文化芸術院(INCIBA)の創立者兼総裁となり、終生同地位に留まる。
彼の最後の大仕事は国立文化芸術研究所 (INCIBA) の設立だったが、1965年1月1日にカラカスで急死したため、完成を見ることができなかった。1月18日に予定されていた国立文化芸術研究所の落成式を目前にした死であった。彼の死から数時間以内に、当時のラウル・レオニ大統領は妻のメンカと閣僚の一部を伴い、遺族に哀悼の意を表するため、ラ・フロリダの都市化地区にあるピコン・サラス邸を訪れた。
国民文学賞(1954)受賞。またベネズエラ作家協会設立会員、ベネズエラ歴史アカデミー会員（1947）およびコロンビア歴史アカデミー在外会員(1948)。
遺体は1992年10月9日以降、生地メリダ市に眠る。

## 作品
ピコン・サラスは小説、伝記、歴史・文化・芸術関係の随筆等を執筆した。最初の著作は『道を捜して』(1920)。最も著名な作品は、『ベネズエラ文学の形成と過程』(1940)、『征服から独立まで』(1944)、『ベネズエラの理解』（1949）、『ラテンアメリカの歴史における隷属と独立』(1953)、『危機、変革、伝統』(1955)、『下品な野蛮人』(1962)、『時の話と時ならぬ話』(1963)
翻訳版

### 英語
- 「征服から独立まで」：De la Conquista a la Independencia: A cultural history of Spanish America from conquest to independence (Berkeley, 1962)
- 「下品な野蛮人』: The ignoble savages (Nueva York, 1965)

### フランス語
- 「夜明けの旅」: Voyage au point du jour (París, 1956)
- 「三つの世界からの帰還」: Au carrefour de trois mondes (París, 1964)

### 日本語
- 「征服から独立まで」：イスパノアメリカ文化史(Tokio, 1973)
- 「ラテンアメリカ文化史：二つの世界の融合」(Tokio,1991)